# GS-6620
GS-6620是一种核苷酸类的抗病毒药物，被开发用于治疗丙型肝炎。尽管它在早期测试中显示出有效的抗病毒作用，但由于它在肠道中的吸收率低且效果不稳定（无法预测血液中的浓度），未能成功制成口服剂。目前进行的研究主要针对其它疾病（如埃博拉出血热）的治疗。